# Handaoia spinosa
Handaoia spinosa là một loài tò vò trong họ Ichneumonidae.